# DFW C.V
Il DFW C.V, designazione aziendale T 29, fu un aereo da ricognizione monomotore, biposto e biplano, sviluppato dall'azienda aeronautica tedesco imperiale Deutsche Flugzeugwerke GmbH negli anni dieci del XX secolo e prodotto, oltre che dalla stessa, anche su licenza da altre aziende aeronautiche germaniche.

## Storia del progetto
Sviluppato dal precedente DFW C.IV dai progettisti Diplom-Ingenieur Heinrich Oelerich, Hermann Dorner e Wilhelm Sabersky-Müssigbrodt, dal quale se ne distingueva essenzialmente per l'adozione di una motorizzazione di maggior potenza disponibile (200 PS), fece il primo volo nel maggio 1916, presentando subito ottime prestazioni, raggiungendo i 5000 metri in 49 minuti. Il 3 agosto 1916 il DFW C.V matricola 3302/16 passò con successo la prova di carico, e il 6 agosto l'Idflieg emise un primo ordine di sessanta esemplari.
In considerazione delle buone prestazioni offerte in combattimento, l'Idflieg avviò un vasto programma di produzione di massa assegnando la licenza di costruzione ad altre aziende aeronautiche: fino a novembre 1918, la LVG produsse 400 DFW C.V(LVG), l'Aviatik 1400 macchine individuate come DFW C.V(Av) e l'Halberstadt 150 esemplari di DFW C.V(Halb), a cui vanno aggiunti i 2005 esemplari costruiti dalla DFW.

## Impiego operativo
I primi DFW C.V raggiunsero il fronte tra la fine di settembre e i primi di ottobre del 1916, iniziando ad equipaggiare le Fliegerabteilung (FA) nei compiti di ricognizione, cooperazione con l'artiglieria, supporto tattico alle truppe e ricognizione fotografica. Sul Fronte Italiano, i DFW C.V furono utilizzati fino alla fine della guerra. A supporto della 14ª Armata germanica del generale Otto von Below ebbero un ruolo di primo piano nei rilievi fotografici in preparazione della Battaglia di Caporetto, partecipando inoltre il 26 dicembre 1917 ad un attacco a bassa quota contro la base aerea di Istrana, in quella che è conosciuta come la Battaglia di Istrana.
Prodotto con continuità, il DFW C.V fu il biposto da ricognizione costruito nel maggior numero di esemplari, raggiungendo alla data del 31 agosto 1917 il numero di 1057 velivoli operativi al fronte (il suo più prossimo concorrente, il biposto LVG C.V, non arrivò alla cifra di 565 aerei al 30 aprile 1918).
Ad agosto 1918, il DFW C.V costituiva ancora il 39% di tutti i velivoli tipo C, secondo il Sistema di designazione Idflieg

## Utilizzatori
Germania
- Luftstreitkräfte